# رايخسجاو كارنتن
رايخسجاو كارنتن (بالإنجليزية: Gau Carinthia ) قسمًا إداريًا لألمانيا النازية في كيرنتن وشرق تيرول (في النمسا ) وكارنيولا العليا في سلوفينيا. كانت موجودة من 1938 إلى 1945.
كانت مسؤولة عن إدارة المنطقة التشغيلية المرفقة بحكم الواقع في البحر الأدرياتيكي الساحلي ( Operationszone Adriatisches Küstenland ، OZAK). 

## التاريخ
تم إنشاء نظام النازي غاو في الأصل في مؤتمر للحزب في 22 مايو 1926، من أجل تحسين إدارة هيكل الحزب. من عام 1933 فصاعدًا، بعد الاستيلاء النازي على السلطة، حل الغاو محل الولايات الألمانية بشكل متزايد كتقسيمات إدارية في ألمانيا.  في عام 1938 ضمت ألمانيا النازية النمسا، مع تقسيمها الأخير إلى رايخسجاو. 
يحكم كل غاو غاولايتر، وهو منصب أصبح أكثر قوة على نحو متزايد، لا سيما بعد اندلاع الحرب العالمية الثانية. كان الغولايتر المحلي مسؤولا عن الدعاية والمراقبة، ومنذ سبتمبر 1944 فصاعدا عن فولكسشتورم والدفاع عن الغاو.  
شغل منصب الغاولايترفي كارنتن في البداية بواسطة هوبير كلاوسنر من 1938 إلى 1939. كان فرانز كوتشيرا يتصرف كغاولايتر من 1939 إلى 1941، يليه فريدريش راينر من 1941 إلى 1945.  